# Мери Дъглас
Мери Дъглас (на английски: Mary Douglas, родена Margaret Mary Tew) е британска антроположка.
Кариерата ѝ започва с полева работа в Африка, но впоследствие интересите ѝ се насочват към западните общества, в които тя изследва употребата на символи, икономическото поведение и цялостната култура. В късните си години публикува студии, свързани по-конкретно с библейски текстове.

## Биография
Дъщеря е от брака на ирландката Филис Туми и служителя в британската колониална администрация Гилбърт Тю. Докато следва в оксфордския колеж „Св. Ана“ (1939 – 43), тя слуща лекции на Едуард Еванс Причард. Започва работа в колониалните служби, но се връща в университета, където през 1949 г. получава докторска степен по антропология. Обобщение на теренните ѝ проучвания е монография за племето Леле, излязла през 1963 г. В течение на четвърт век преподава антропология в Университетски колеж Лондон, където става и професор. В средата на 60-те години излизат двете книги, които правят името ѝ популярно: Чистота и опасност и Естествени символи.
В периода 1977 – 88 г. пребивава в САЩ и преподава в различни учебни заведения, сред които Принстън. В тези годин издава в съавторство няколко книги, а също и няколко авторски сборника от свои трудове, между които Риск и порицания (1992). Следващите ѝ трудове са посветени на теми, свързани със Стария завет.
Фамилното име Дъглас Mери приема след брак с политика Джеймс Дъглас, сключен през 1950 г., от който има 3 деца. Умира от рак през 2007 г. Няколко години по-рано е публикувана нейна интелектуална биография от студента ѝ Ричард Фардън. През 2002 г. излизат нейните Избрани съчинения в 12 тома.

## Признание и почетни звания
- доктор хонорис кауза на Университета в Упсала, Швеция, 1986[6]
- Гифордови лекции за 1989[7] (в Единбург)
- избрана за член на Британската академия
- Commander of the Order of the British Empire (CBE) 1992
- John Desmond Bernal Prize 1995[8] за книгата Естествени символи
- Dame Commander of the Order of the British Empire (DBE) in the Queen's New Year's Honours List published on 30 December 2006.

## На български език
- Дъглас М., Далеч от ритуала. Контрол на символите. Извън пещерата, в сб. В паяжината на Смисъла, съст. Даскалов Р., и Николов Б., София: ЛИК, 2000, с.276-323.